# János Erdei
János Erdei (* 2. November 1919 in Makó; † 10. Januar 1997 in Óföldeák) war ein ungarischer Boxer.

## Werdegang
János Erdei begann 1934 mit dem Boxen. 1939 schloss er sich dem Magyar AC Budapest an und wurde 1943 sowie 1944 Ungarischer Meister im Bantamgewicht. Nach dem Zweiten Weltkrieg kehrte Erdei wieder in seine Heimat nach Makó zurück. Da sein Bruder in sowjetischer Gefangenschaft war, half er seiner Familie auf dem Bauernhof. 1949 zog Erdei wieder nach Budapest und schloss sich Ferencváros Budapest an. Fortan gewann er drei weitere ungarische Meistertitel in den Jahren 1949, 1950 und 1951. Auf internationaler Ebene konnte Erdei bei den Europameisterschaften 1951 Bronze im Bantamgewicht gewinnen. Bei den Olympischen Sommerspielen 1952 in Helsinki belegte er den fünften Platz im Federgewichtsturnier. 1956 beendete er seine Karriere. 